# Gia Coppola
Gia Coppola, née le 1er janvier 1987 à Los Angeles en Californie, est une réalisatrice, scénariste et actrice américaine.

## Biographie

### Famille
Elle est la petite-fille de Francis Ford Coppola et la fille posthume de Gian-Carlo Coppola, mort dans un accident de hors-bord le 26 mai 1986 à l'âge de 22 ans.
Ses oncle et tante sont le réalisateur et la réalisatrice Roman Coppola et Sofia Coppola.

## Filmographie
- 2013 : Palo Alto
- 2020 : Mainstream
- 2024 : The Last Showgirl